# Pacific Encounter
Pacific Encounter è una nave da crociera della compagnia di navigazione P&O Cruises Australia.

## Descrizione

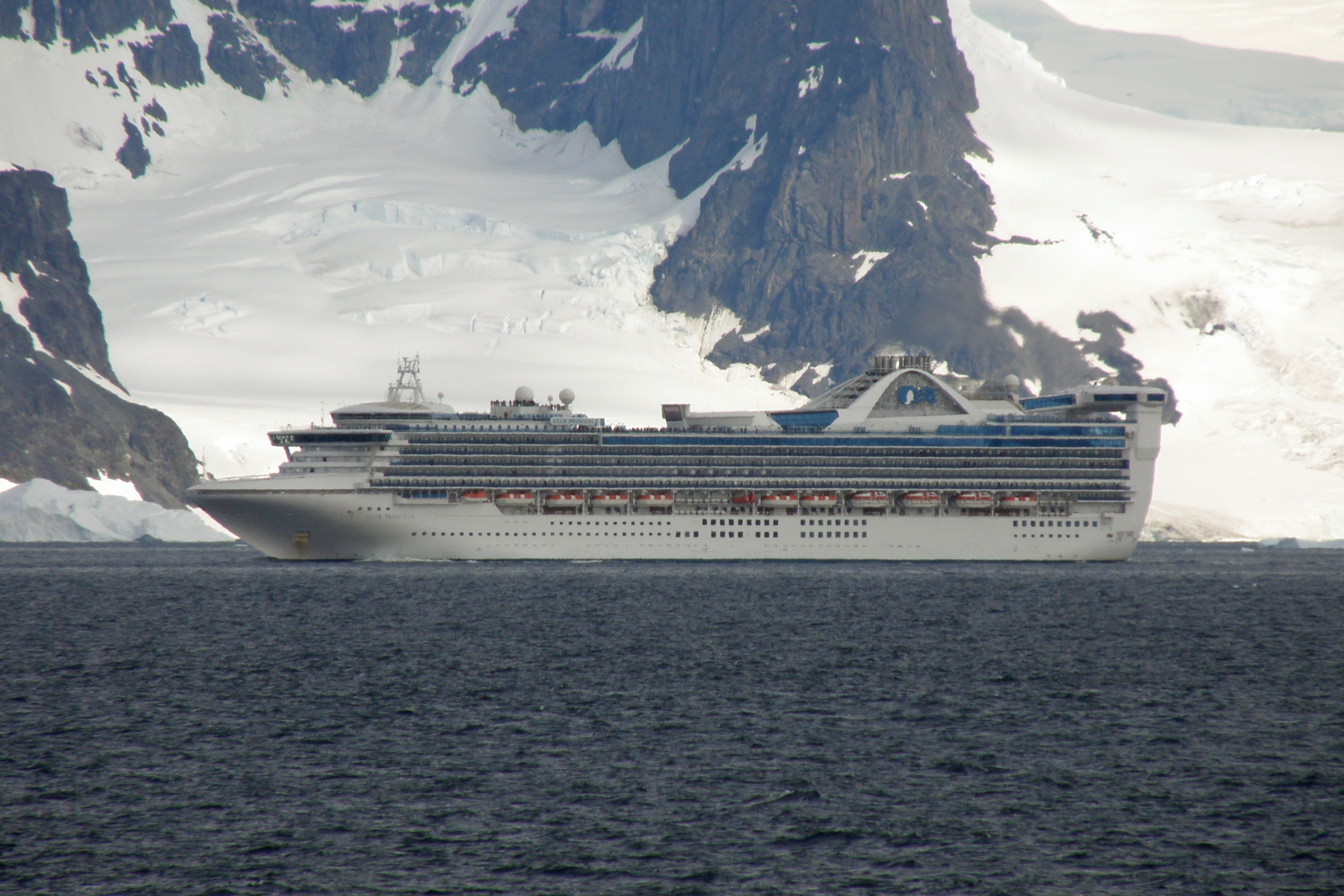
Star Princess nello Stretto di Gerlache in Antartide con la vecchia livrea.

Originariamente chiamata Star Princess, è la terza nave della classe Grand della flotta della Princess Cruises, dopo Grand Princess e Golden Princess.
Costruita nei cantieri navali Fincantieri con il nome in codice Fincantieri 6051, la nave fu ordinata nel gennaio 1998 e battezzata il 22 gennaio 2002 da Gunilla Antonini.
Può trasportare 3 100 passeggeri e ha un equipaggio di 1 205 persone.
Nella notte del 23 marzo 2006, scoppiò un incendio a bordo della nave, partito da una cabina passeggeri. Il fuoco causò un morto e undici feriti, distruggendo completamente 79 cabine. La nave venne successivamente portata a Bremerhaven per le riparazioni. Fu nuovamente operativa il 13 maggio 2006.
Nel 2021 la nave è stata trasferita alla P&O Cruises Australia e rinominata Pacific Encounter

## Navi gemelle
- Grand Princess
- Pacific Adventure (ex Golden Princess)